# Simfonia núm. 1 (Valen)
La Simfonia núm. 1, op. 30, de Fartein Valen és una obra orquestral en quatre moviments de 1939. Una de les fonts d'inspiració de la simfonia va ser el quadre d'El Greco "Crist en el Mont de les Oliveres".

## Instrumentació
L'obra està escrita per a una orquestra formada per dues flautes, dos oboès, dos clarinets, dos fagots, dues trompes franceses, una trompeta, un trombó, una tuba, timbales i cordes.
Una presentació típica dura uns 25 minuts. L'obra està dedicada a Agnes Hiorth i està publicada per Harald Lyches Musikkforlag.

## Origen i context

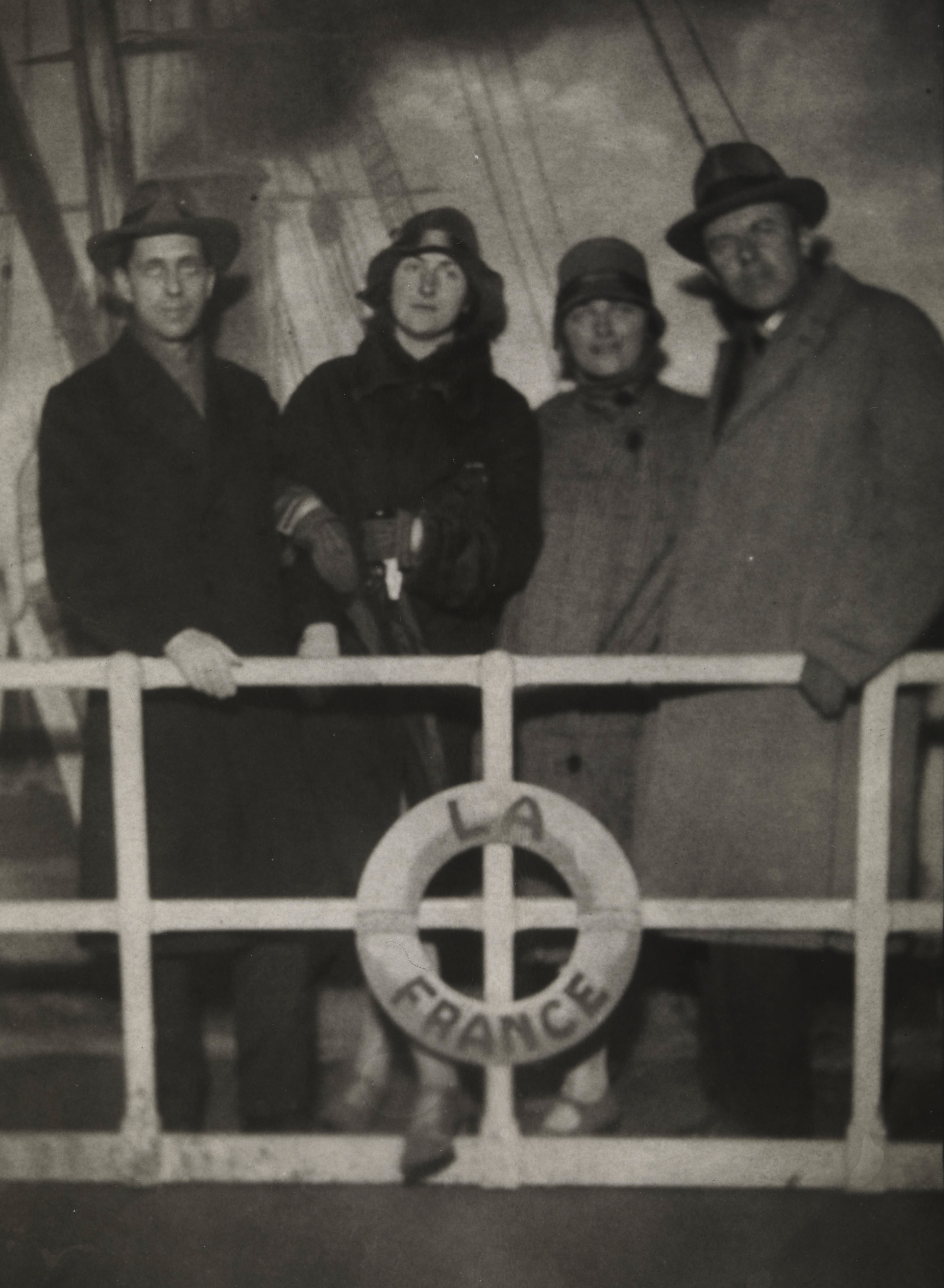
Fartein Valen amb bons amics a París l'hivern de 1927-1928. Des de l'esquerra: Fartein Valen, Agnes Hiorth, Else Christie Kielland i David Monrad Johansen

A la tardor de 1937 va començar a aparèixer la idea d'escriure una simfonia. Valen, en aquell moment amb 50 anys, fins aleshores només havia escrit peces d'un sol moviment per a orquestra, inclosa "Cementiri al costat del mar". Segons Olav Gurvin, Valen encara sentia que una simfonia era un format massa gran per a ell i, en canvi, va intentar fer una sonata per a piano amb el material. Però no va funcionar, va escoltar l'obra orquestral, i al final, segons ell mateix, va haver de “mossegar la poma agra” i escriure una simfonia.
Dos simfonistes que estaven a prop del cor de Valen van ser Brahms i Bruckner. Bruckner va ser un compositor que Valen gairebé va equiparar a Bach, i les seves simfonies van ser per a Valen "obres mestres". Quan Valen va escoltar la Simfonia núm. 1 en do menor de Bruckner el novembre de 1937 podria haver accelerat la seva pròpia simfonia. Hi ha innegablement certes similituds entre els dos compositors: tots dos eren mestres del contrapunt i tots dos eren profundament religiosos. A més, tots dos van arribar tard al format simfònic, la Simfonia núm. 1 es va completar el 1866 quan Bruckner tenia 42 anys.
Els primers esbossos de la Simfonia núm. 1 de Valens estan datats de l'octubre de 1937 mentre Valen encara vivia a Oslo. El juliol de 1938, es va acabar el primer moviment, i acabava de tornar a Valevåg definitivament. Els altres tres moviments es van escriure a Valevåg i l'abril de 1939 es va acabar l'obra.

Valen va dedicar la simfonia a la pintora Agnes Hiorth a qui havia conegut el 1925 a través del seu amic comú, el compositor David Monrad Johansen. Hiorth es va convertir en un dels amics més propers i partidaris de tota la vida de Valen, i Valen tenia previst presentar-li la partitura de la simfonia el dia del seu 40è aniversari, el 5 maig de 1939. Valen escriu a Hiorth:
"En realitat, hauries d'haver rebut la partitura per al teu aniversari, però encara necessito tenir-la una estona per si de cas, perquè sempre pot haver-hi alguna cosa a corregir. Però serà teva, espero que la vulguis acceptar com un record. Saps que ets tu a qui haig de donar les gràcies perquè això s'hagi fet realitat, i per poder escriure en aquests últims anys."
Un cop finalitzada la simfonia, passarien gairebé 17 anys abans de ser interpretada per primera vegada. Això va passar a Bergen el dia 2 Febrer de 1956 per l'Orquestra "Harmonien" de Musikselskabet sota la direcció de Carl Garaguly, més de tres anys després de la mort del compositor.

## Música
Igual que les altres tres simfonies de Valen, la Primera Simfonia segueix una tradició clàssica i romàntica. Valen utilitza tant tipus de formes clàssiques com la forma sonata i una estructura general amb quatre moviments.

### Primer moviment: "Lento - Allegro"
El primer moviment de la simfonia té un caràcter dramàtic. Pel que fa a la forma, té forma sonata amb una breu introducció marcada Lento. La introducció també es repeteix entre la part d'implementació i la repetició, i es basa en un tema als baixos (fagots, violoncels, contrabaix). Això també dona certes associacions al primer moviment de la Simfonia núm. 6.
Al compàs 9, el grup temàtic principal del moviment comença amb la designació de tempo Allegro. Els primers violins presenten el tema principal:
Al compàs 26, es presenta el tema secundari a les primers violins. Aquest és un tema relativament curt, gairebé un motiu. El mateix passa amb el tema de l'epíleg, que es presenta a l'oboè al compàs 43. Els temes fragmentaris de la secció i el tractament polifònic dels temes apropen aquesta secció als treballs orquestrals d'una sola secció de Valen. Tjøme observa diverses similituds entre aquesta secció i l'obra orquestral de Valen «Kirkegården ved havet». En els moviments simfònics que Valen va arribar a escriure en el futur, els temes es van fer més llargs i independents.

### Segon moviment: "Adagio"
El segon moviment, Adagio, es caracteritza per una mena de tranquil·litat sacra. Es diu que Valen es va inspirar per al moviment a partir de la pintura d'El Greco "Crist en el Mont de les Oliveres", que s'havia familiaritzat a través d'un llibre d'art que li havia deixat Agnes Hiorth. La pintura descriu les últimes hores de Jesús abans de ser capturat. Segons els evangelis, Jesús i els seus deixebles van a la muntanya de les Oliveres després de l'últim sopar. Allà Jesús deixa els deixebles a pregar:
“[Jesús] va caure de genolls i va pregar: "Pare, si vols, aparta aquest calze de mi! Però que es faci la teva voluntat, no la meva." Llavors va aparèixer un àngel del cel per confortar-lo. I ell, en la seva agonia, va pregar amb més intensitat, i la seva suor va caure com gotes de sang a terra.”
L'atmosfera de la imatge probablement va impressionar Valen. No menys important el rostre de Jesús, que s'omple de dolor i sofriment quan s'adona del que està a punt de passar. I al fons a la dreta, la multitud espera amb Judes al capdavant que aviat el trairà.
Pel que fa a la forma, el moviment té una forma lied ampliada: AB-A'-A"-B'-part de desenvolupament-coda.
El tema principal de la secció A el presenta l'oboè:
Tot i que la imatge d'El Greco difícilment va ser interpretada de manera programàtica per Valen, alguns han suggerit que l'eix inclinat entre el cap de l'angèlic i el calze a la mà esquerra de l'angelet, per una banda, i el rostre de Jesús i el braç esquerre estès per l'altra, es representa amb el moviment descendent de l'oboè al principi del tema principal.

### Tercer moviment: "Scherzo"
El tercer moviment té una estructura de tres parts: Scherzo: Allegro Assai - Trio: Lento - Scherzo da capo.
L'scherzo té un caràcter fresc i juganer amb un tema característic de l'oboè:
La secció de trio marcada Lento s'executa en 2/4 de temps i, a diferència de la secció de scherzo, és fosca i introspectiva. Després del trio, es toca l'scherzo da capo.

### Quart moviment: Final: "Allegro non troppo"
El quart moviment té una forma de rondó sonata i, com el primer moviment, té un caràcter dramàtic. El moviment s'obre amb un tremolo de les cordes lleugeres abans que el tema principal del moviment sigui presentat pel violoncel:
La secció també recull material motívic de les seccions anteriors, un recurs ben conegut en la simfonia romàntica. La secció finalitza de manera triomfal amb l'entrada de tota l'orquestra.

## Discografia
Orquestra Filharmònica de Bergen / Aldo Ceccato (director) (gravat el 1986?)
Noruega a la música CDN 31000 (CD, 1987) (+ Valen op. 43)
Simax Classics PSC3101 (2 CD, 1992) (+ Valen opp. 40, 41, 43)
Rune Grammofon RCD 2013 (1 CD, 2000) (+ Valen opp. 11, 20, 22, 35, 37)
Stavanger Symphony Orchestra / Christian Eggen (director) (gravat 2005-2006)
BIS Records BIS-CD-1522 (CD, 2008) (+ Valen opp. 11, 17 (núm. 1 i 2), 37)